# イース (OVA)
イース (OVA)では、日本ファルコムのアクションロールプレイングゲームである〈イースシリーズ〉を原作としたOVA作品を総合的に扱う。
〈イース〉を元としたOVAとしてはこれまでに、『イース』と『イース 天空の神殿〜アドル・クリスティンの冒険〜』（イース てんくうのしんでん アドル・クリスティンのぼうけん）の2作が発売されており、この他製作予定が公表されながら発売に至っていないものが2作ある。

## 各作品の概要

### 発売された作品
実際に発売された2作はゲームでも前編・後編となっている『イースI』と『イースII』をそれぞれベースとしたものであり、OVAにおいてもキャストやスタッフにある程度の共通性がある。
イース
『イースI』を原作として1989年（平成元年）から1991年（平成3年）にかけて、キングレコード・ファルコムレーベルから発売された初のアニメ化作品。VHS・LDで全7巻が発売された。
2001年（平成13年）に発売された『イースI・II完全版』の初回限定版の特典として、全7話を収めたDVD版が出されている。
イース 天空の神殿〜アドル・クリスティンの冒険〜
『イースII』を原作として1992年（平成4年）から1993年（平成5年）にかけて、キングレコードと角川書店よりVHSとLDでそれぞれ全4巻で発売。VHS版はキング版・角川版でジャケットが異なっていた。
2000年（平成12年）に発売された『イースII完全版』初回限定版の特典として、全4話を収めたDVD版が出されている。
地名や登場人物名は概ねゲーム版を踏襲しているがストーリーはかなりアレンジされており、リリアの病気とその重要性・イースの地での魔物の位置づけ・終盤におけるアドルの扱い・六神官の子孫等異なる部分も多い。

### 未発売の作品
『イースIV』を原作としたもの
1993年（平成5年）に『イースIV』のOVAも制作が発表され、『イーススペシャルコレクション』にパイロットムービーが収録されていたが、制作中止になった。
マーベラスとの共同製作のもの
2005年（平成17年）にマーベラスエンターテイメントとファルコムとの共同制作でOVA化することが発表されていたが、その具体的な発表はなされていない。

## あらすじ

### イース
1. ｢序章｣
平和を謳歌していたエステリアが突如として魔物の巣窟になって半年、不思議な感覚によりアドルはエステリアを目指す。皆の協力により孤立したエステリアへ向かうアドルの航海が始まる。エステリアへ漂流したアドルはミネアの人々に救助される。皆に介抱されるアドルはエステリアがおかれている深刻な窮状を目の当たりにする。サラにより伝説の勇者と称えられたアドルは魔物達が人々を襲う原因を探る旅に出る。
2. ｢ハダルの章｣
ゼピック村を目指すアドルは廃墟となったラスティンの街を観て愕然とする。同じくゼピック村からラスティンの街を調べに来たルタジェンマにより、魔物達は何故か銀ばかり狙っているという情報を得る。これまで３人ものアドルという名の者達と出逢ってきたジェバからは信用できないと一蹴されるも、魔物達との激戦の末にフィーナを救出する。
3. ｢トバの章｣
冒険を通して自信をつけつつあったアドルは魔物達がミネアの街中にまで現れるようになったと聞き、急遽ミネバへ戻る。万全の体制でサラが護衛される中、奇襲により自衛団は行動不能、サラは石化されてしまいアドルは己の無力さを知る。一時は腑抜けとなりかけたアドルはゴーバンに叱咤激励され奮起、サラを救うため戦いを続けることを決意する。
4. ｢ダビーの章｣
洞窟を探検したアドルは銀のハーモリカを手に入れる。約束通りアドルから銀のハーモリカを渡されたフィーナはお礼に一曲奏でるが、これによりフィーナの中に封印されていた記憶が目覚める。
5.｢メサの章｣
イースの書を３つ手にしたアドルは魔物達が警戒される存在となり、ついにダルクファクト自身がアドルの前に姿を現す。ダルクの言うメサの書を探すアドルは闘いの末に、かつてイースで起きた過去の歴史を知り、伝説のクレリアの鎧を手に入れる。
6. ｢ジェンマの章｣
ダルクによる大侵攻計画の一環として、故意に魔物達の襲撃が無くなったミネアは平和慣れしてしまう。これにより自衛団が強制的に解散させられてしまい、ミネアの街の防備は無いも同然になってしまう。一方で冒険を続けるアドルはダームの塔探索の佳境を迎えつつあった。
7. ｢ファクトの章｣
自衛団が解散させられたミネアに魔物達が侵攻し、守る術のないミネアは壊滅状態になってしまう。ダルクはレアとフィーナと対峙、効率的な魔でなはく人々の心を重視するが故に非効率的な神を選んだ二人を糾弾する。対談が物別れに終わった後、ダルクはアドルと戦うもダームの塔が力を失ったことで魔物達が消え去ったことで敗北を悟る。自ら望んで斃されることを願うダクトの頼みを聞き、アドルはダルクを貫く。全てのイースの書を手にしたアドルはレアとフィーナと共に天空のイースへ旅立っていき、戦いは終結した。

### 天空の神殿
1. ｢失楽園｣
ダームの塔に於いてダルク・ファクトに勝利したアドル。「行け、アドルよ。お前の使命はここから始まるのだ……」ファクトの言葉とともに光に包まれ天空高く飛ばされていく。行き着いた先は天空に浮かぶ地「イース」。だがそこは、魔物が神のごとく振舞う荒廃した地であった。リリアによって助けられ、たどり着いたランスの村は、魔物を恐れ生贄を捧げることで生き長らえてきた。だが頻度の増す生贄の要求に、村民の魔物に対する不満が高まっていた。他の少女を庇い生贄として連れ去られたリリアを救い、魔物に逆らえることを証明するため、アドルは単身魔物の巣窟へと向かう。新たに手に入れた魔法の力を駆使しリリアを救って村に帰還したアドルであったが、「悪魔の教えを語る者」として捕えられてしまう。
2.  ｢世界果つるところ｣
イースの人々はイースこそが世界の全てだと信じて疑わなかった。ランスの民に悪魔の使いとして捕らえられたアドルは、リリアの協力でランスの村からの脱出を試みるが、村民の追撃を受ける。そのさなか、村内にあっても魔物と戦うことを主張するサダ達と出会う。アドルを信じたいが信じきれていないサダ達に、アドルは本当の世界を見せると約束する。世界の果てとされるノルティア氷壁に向かう一行。途中立ち寄った神殿でレアとフィーナの2人の女神に再会する。3人の女性たちを神殿に残しアドルたちは再びノルティア氷壁を目指す。向こうにある本当の世界を見せるために。ところが残された3人の前に突如魔物の影が現われる。彼女たちの運命は？アドルは助けに来れるのか？
3.  ｢彷徨、そして迷走…｣
本当の世界を知ったゴート達は魔物と戦うように人々を説得するためランスの村に戻る。アドルはラミアの村へと向かう途中、魔物によって息子をさらわれ、橋を落としておくことを魔物に命じられた橋番と出会う。橋番の息子タルフを救い出しラミアの村へと向かうが、村は魔物の人間狩りによって壊滅していた。一足先に村にたどり着いたサダは許婚であるマリアを救うため、家宝のクレリアソードを手にサルモンの神殿へと向かった。サダを追ってサルモンの神殿に向かうアドルとゴート。サルモンの神殿の地下牢でリリア達と再会するが、マリアは生贄として連れ出されたと言う。ゴートを残し先へ進むアドル。途中サダと合流し、マリアの生贄の儀式を止めるために鐘撞堂へ向かう。しかし鐘撞堂にたどり着いた二人の目の前にダレスが現れる。そして無常にも二人の前でならされる最期の鐘……さらにダレスは人間に対し石化の呪いをかけてしまう。
4. ｢運命の流れる中で｣
生贄の儀式も石化の呪いも止めることはできなかった……アドルの矛先は魔物達へと向けられる。怒りと憎しみで剣を振るうアドル。驚異的な力を見せつけるアドルであったが、その心は魔に染まりつつあった。そしてそれはダームの望むべき姿であった。実体を持たぬ自分の代わりとして……。二人の女神はアドルを魔から救い出すために地上のルタ・ゴーバン・ドギを呼び寄せ魔の力の源である黒真珠の破壊を託し、魔物の呪いを解くための銀のハーモニカをリリアに託す。だが魔物の呪いで魔物に変えられたキースは、自分が元の人間に戻れるかもしれないにもかかわらずリリアを止める。かつて重病のリリアの命を救うために魔物の魂を使ったこと、魔物の魂で救われたリリアだからこそ石化の呪いから逃れられたこと、そして魔の力の加護が無ければリリアは消滅してしまうと……だが鐘撞堂に辿り着いたリリアは全てをアドルに託しハーモニカを奏で始める。ハーモニカの音を聞き正気に戻るアドル。だがダームは新たな拠代としてリリアを選んだ……

## 声の出演
共通
- アドル・クリスティン - 草尾毅
- フィーナ - 高山みなみ
- レア - 本多知恵子
- ドギ / ナレーター - 玄田哲章
- ダルク・ファクト - 森功至

イース
- アドル（幼年期） - 高山みなみ
- サラ・トバ - 土井美加
- ビクセン - 飯塚昭三
- ノートン - 郷里大輔
- クラーゼ - 石森達幸
- スラフ - 速水奨
- ルタの妻 - 鵜飼るみ子
- ジェバ・トバ - 巴菁子
- アドルの父 - 中村秀利
- ムラジ - 八木光生
- ロダの木 - 富田耕生

天空の神殿
- リリア - 三石琴乃
- サダ - 辻谷耕史
- バノア - 横尾まり
- フレア・ラル - 宮内幸平
- アスタル - 難波圭一
- ジラ - 塩屋浩三
- ティアルマス - 島香裕
- マリア - 佐々木智恵
- キース - 田中秀幸
- ダーム - 若本規夫

キャストが交代した役
- ゴーバン・トバ - 田中信夫 → 沢木郁也
- ルタ・ジェンマ - 富山敬 → 松本保典
- ダレス - 川久保潔 → 笹岡繁蔵

## スタッフ
監督・脚本・脚本協力・演出・作画監督については、#サブタイトル一覧を参照。
| 役職                       | イース                                                       | 天空の神殿                                           |
| -------------------------- | ------------------------------------------------------------ | ---------------------------------------------------- |
| 製作総指揮                 | 長谷川勝彦 加藤正幸（日本ファルコム）                        |                                                      |
| 制作                       |                                                              | 角川春樹・加藤正幸                                   |
| プロデューサー             | 境富士雄 米川功真（1 - 4話） 木村健吾（東京キッズ、5 - 7話） | 境富士雄・染谷恵司（1巻） 鷹野顕（2 - 4巻） 木村健吾 |
| アシスタントプロデューサー | 石川三恵子（日本ファルコム）                                 |                                                      |
| コーディネーター           | 岡崎恭子（キングレコード）                                   |                                                      |
| キャラクターデザイン       | 石川哲也 松岡秀明                                            | 西村博之                                             |
| 美術監督                   | 長尾仁（5 - 7話）                                            | 長尾仁（1巻） 石垣努（2 - 4巻）                      |
| 色彩設定                   | 西香代子（1、2話）                                           |                                                      |
| 撮影監督                   | 高橋光彦（1、2話）                                           | 池元元秋                                             |
| 音響監督                   |                                                              | 渡辺淳                                               |
| 音楽監督                   | 藤澤道雄                                                     | 藤澤道雄                                             |
| 作曲                       | Falcom Sound Team J.D.K.                                     | Falcom Sound Team J.D.K.                             |
| アニメーション制作         | アーバン・プロダクト 東京キッズ                              | 東京キッズ                                           |
| 製作                       | キングレコード                                               | キングレコード 角川書店 角川メディアオフィス         |

## 主題歌
エンディングテーマ「Endless History」
作詞 - 安藤芳彦 / 作曲 - ファルコム・サウンドチーム jdk / 歌 - 南翔子
両作に渡って使用。

## 各話リスト
| 巻数 | サブタイトル | 監督     | 脚本   | 演出     | 作画監督 | 発売日         |
| ---- | ------------ | -------- | ------ | -------- | -------- | -------------- |
| 1    | 序章         | 神谷純   | 早川正 | 神谷純   | 石川哲也 | 1989年11月21日 |
| 2    | ハダルの章   | 神谷純   | 早川正 | 神谷純   | 石川哲也 | 1990年2月21日  |
| 3    | トバの章     | 神谷純   | 早川正 | 山口頼房 | 菅原浩喜 | 1990年11月21日 |
| 4    | ダビーの章   | 神谷純   | 早川正 | 日色如夏 | 松岡秀明 | 1991年1月20日  |
| 5    | メサの章     | 渡部高志 | 早川正 | 日色如夏 | 松岡秀明 | 1991年5月21日  |
| 6    | ジェンマの章 | 渡部高志 | 早川正 | 日色如夏 | 松岡秀明 | 1991年7月5日   |
| 7    | ファクトの章 | 渡部高志 | 早川正 | 日色如夏 | 松岡秀明 | 1991年9月5日   |

| 巻数 | サブタイトル      | 監督     | 脚本 （脚本協力）   | 作画監督 | 発売日         |
| ---- | ----------------- | -------- | ------------------- | -------- | -------------- |
| 1    | 失楽園            | 渡部高志 | 千葉克彦 （早川正） | 西村博之 | 1992年12月16日 |
| 2    | 世界果つるところ  | 渡部高志 | 千葉克彦 （早川正） | 中澤一登 | 1993年2月24日  |
| 3    | 彷徨、そして迷走… | 渡部高志 | 千葉克彦 （早川正） | 中澤一登 | 1993年5月21日  |
| 4    | 運命の流れる中で  | 渡部高志 | 千葉克彦 （早川正） | 西村博之 | 1993年7月21日  |

## サウンドトラック
オリジナルのものとしては『イース』のものが1枚と『天空の神殿』のものが4枚の計5枚がキングレコードのファルコムレーベルからCDで発売されている。また後には『天空の神殿』の4枚を2枚にまとめた復刻盤が日本ファルコムのインディーズレーベルとなったファルコムレーベルから発売されている。
全ての曲が後にiTunes Storeで配信されているが、アルバムとしてはオリジナル版ではなく復刻盤の形となっている。。
- 発売列の「K」はキングレコード、「F」は日本ファルコムを示す。

| タイトル | 発売 | 品番       | 発売日     | 備考                                                                                                  |
| --- | ---- | ---------- | ---------- | --- |
| イースドラマチックコンサート Ys DRAMATIC CONCERT                                                                                              | K    | KICA1029   | 1991.05.21 | 『イース』のサントラ盤。                                                                              |
| パーフェクトコレクション イース天空の神殿I〜J.D.K.BAND編〜 PERFECT COLLECTION Ys TENKUUNOSHINDEN I /J.D.K.BAND                                | K    | KICA1120   | 1993.02.24 | 『天空の神殿』1・2巻のサントラ盤。 J.D.K.BANDがアレンジ担当した曲を収録。                             |
| パーフェクトコレクション イース天空の神殿II〜J.D.K.ELECTRIC ORCHESTRA編〜 PERFECT COLLECTION Ys TENKUUNOSHINDEN II J.D.K.ELECTRIC ORCHESTRA   | K    | KICA1121   | 1993.02.24 | 『天空の神殿』1・2巻のサントラ盤。 寺嶋民哉がエレクトリックオーケストラアレンジを担当した曲を収録。   |
| パーフェクトコレクション イース天空の神殿III 〜J.D.K.BAND編〜 PERFECT COLLECTION Ys TENKUUNOSHINDEN III / J.D.K.BAND                          | K    | KICA1126   | 1993.06.23 | 『天空の神殿』3・4巻のサントラ盤。 J.D.K.BANDがアレンジ担当した曲を収録。                             |
| パーフェクトコレクション イース天空の神殿 IV 〜J.D.K.ELECTRIC ORCHESTRA編〜 PERFECT COLLECTION Ys TENKUUNOSHINDEN IV J.D.K.ELECTRIC ORCHESTRA | K    | KICA1127   | 1993.06.23 | ※2『天空の神殿』3・4巻のサントラ盤。 寺嶋民哉がエレクトリックオーケストラアレンジを担当した曲を収録。 |
| オリジナルサウンドトラック イース天空の神殿 〜J.D.K. BAND編 ORIGINAL SOUND TRACK イース天空の神殿〜J.D.K.BAND編                               | F    | NW10102410 | 2001.02.10 | 『パーフェクトコレクション』のIとIIIを1枚にまとめた復刻盤。                                           |
| オリジナルサウンドトラック イース天空の神殿 〜寺嶋民哉eオーケストラ編 ORIGINAL SOUND TRACK イース天空の神殿〜寺嶋民哉eオーケストラ編          | F    | NW10102420 | 2001.02.10 | 『パーフェクトコレクション』のIIとIVを1枚にまとめた復刻盤。                                           |